# اندیس پرزرد
پرزرد یک اندیس مصالح ساختمانی است که در حوالی شهر لالی استان خوزستان قرار دارد و مادهٔ معدنی موجود در آن، مارن است.  